# Gabriel Bobrow
Gabriel Bobrow (n. ca. 1949), es un cantante argentino, con registro de tenor, orientado principalmente a la música folklórica de América y a la música judía, que integró el Cuarteto Zupay como primer tenor desde 1978 hasta su disolución en 1991. 

## Trayectoria
Gabriel Bobrow integró el Coro de la Congregación Israelita de la República Argentina. en la ciudad de Buenos Aires. Luego formó parte de varios grupos corales, entre ellos el conjunto 9 de Cámara, (luego renombrado Estudio Coral de Buenos Aires), con dirección de Carlos López Puccio.
En 1971 se integró al Cuarteto Zupay como segundo tenor, en reemplazo de Eduardo Cogorno, integrándo la agrupación junto con Rubén Verna, primer tenor, Pedro Pablo García Caffi, barítono, y Javier Zentner, bajo. Esta formación se mantuvo hasta 1973.
En 1979 se reintegró al Cuarteto Zupay, como primer tenor, y junto a Pedro Pablo García Caffi (barítono), Eduardo Vittar Smith (bajo) y Rubén Verna (tenor) configuran la formación que se mantendría hasta la disolución del grupo en 1991. 
Poco después de reingresar a Los Zupay, la recuperación de la democracia a fines de 1983, dio un fuerte impulso a las actividades artísticas, fuertemente restringidas o censuradas durante la dictadura autodenominada Proceso de Reorganización Nacional (1976-1983). El Cuarteto Zupay fue uno de los grupos más exitosos de los años postdictadura, grabando trece álbumes entre 1981 y 1989.
Desde 1995 se ha desempeñado como oficiante en ceremonias de casamiento judío. Desde 2005 es jazan principal en las festividades de Iamim Noraim del Centro Comunitario Guesher de Buenos Aires.

## Discografía

### Álbumes con el Cuarteto Zupay
1. Dame la mano y vamos ya, Philips, 5377, 1981
2. La armonía del diablo, Philips, 1982
3. Cuarteto Zupay - Argentina, Organización de los Estados Americanos, OEA-019, 1982
4. El Inglés, Philips, 22006/7, 1983
5. Cuarteto Zupay - Antología, Philips, 6347 403 Serie Azul (Brasil), 1983
6. Nebbia-Zupay, para que se encuentren los hombres, RCA TLP 50134, 1983
7. Memoria del pueblo, Philips, 822 690 - 1, 1984
8. Canto a la poesía, Philips, 822 328 - 1 / 822 329 - 1, 1984
9. Canciones de amor, Philips, 824 979 -1, 1985
10. Canciones para convivir, Philips, 830 235 - 1, 1986
11. Canciones infantiles, Philips, 830 664 - 1, 1986
12. Mayo del 67, Philips 67416, 1987
13. Con los pies en la tierra, Philips, 842 118 - 1, 1989

### Para ver y oír
- "Oración a la Justicia" de María Elena Walsh, con el Cuarteto Zupay. YouTube.

- Datos: Q5873229